# Filhas de Ló

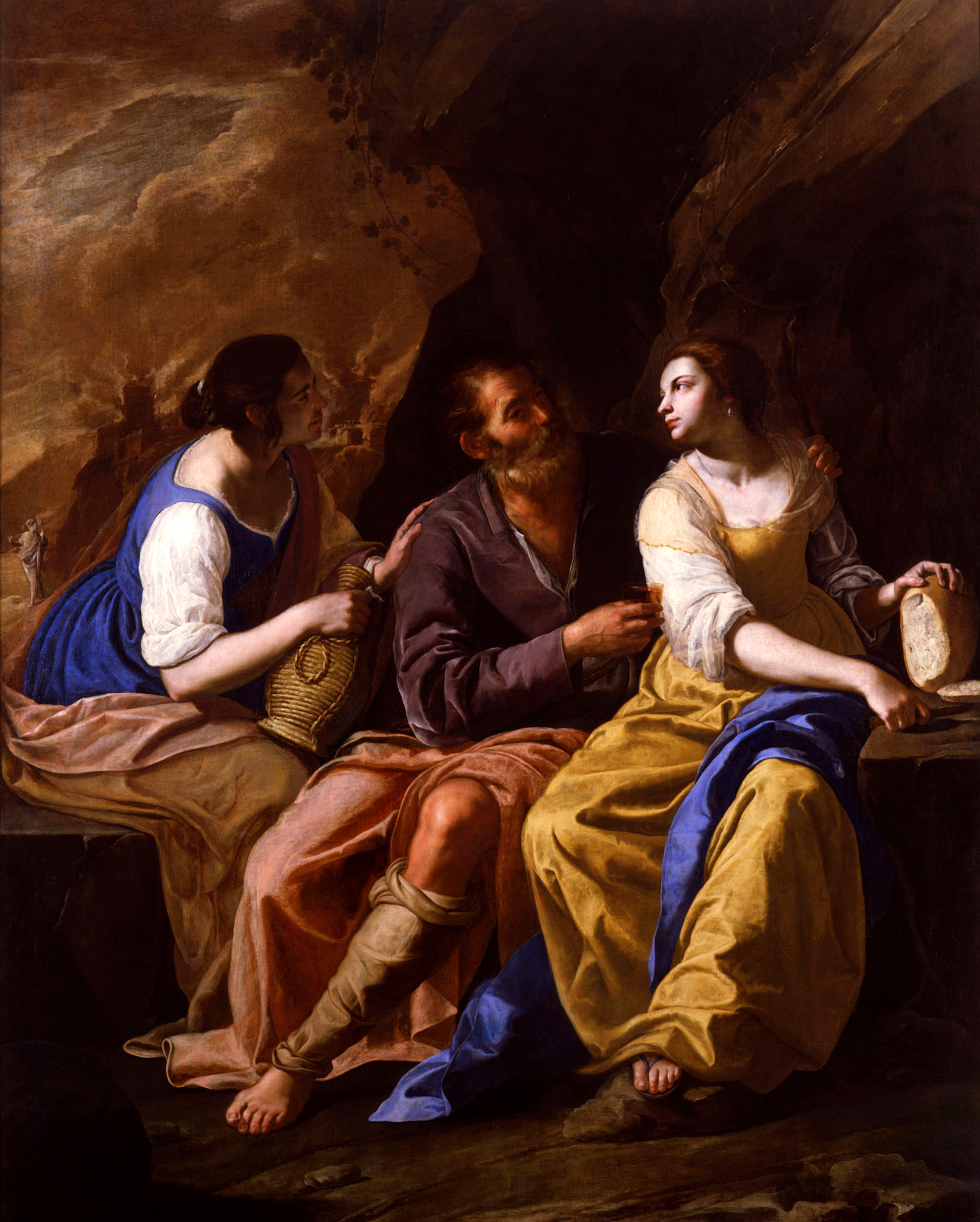
Gentileschi, Artemisia - Ló e suas filhas - 1635-163

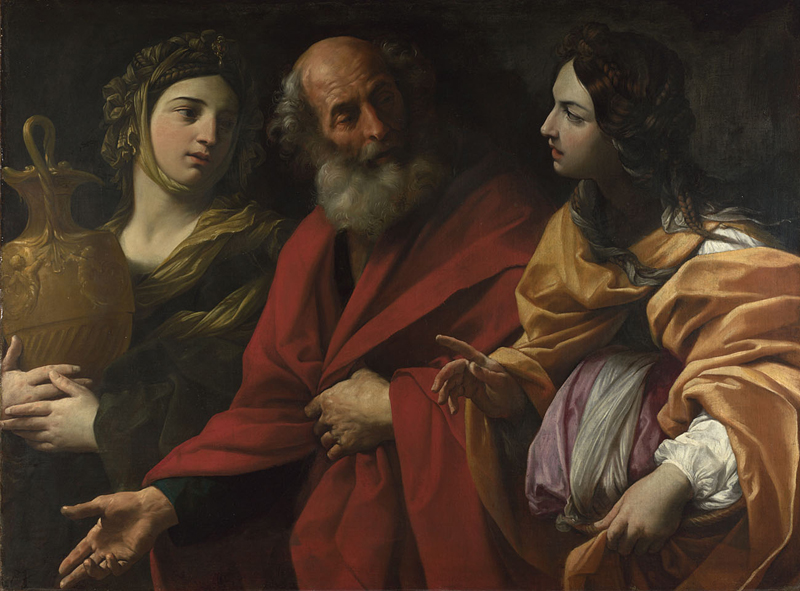
Filhas de Ló

As filhas de Ló são duas mulheres mencionadas no Livro de Gênesis. Apenas duas filhas são explicitamente mencionadas em Gênesis, ambas sem nome. No entanto, o midraxe hebraico O Livro de Jaser descreve outra filha chamada Paltith, que foi queimada até a morte pelos sodomitas por violar sua lei contra a caridade para estrangeiros.
Apenas duas filhas são mencionadas em Gênesis 19, enquanto Ló e sua família estão em Sodoma. Dois anjos chegam a Sodoma e Ló mostra-lhes hospitalidade. No entanto, os homens da cidade se reúnem ao redor da casa de Ló e exigem que ele lhes dê os dois hóspedes para que possam conhecê-los. Gênesis :4-5 Em resposta, Ló oferece a turba, suas duas filhas, em vez disso, notando que elas são virgens. Gênesis :8 A turba recusa a oferta de Ló e os anjos os ferem com cegueira, e então avisam Ló para deixar a cidade antes de ser destruído.
Gênesis 19:14 indica que Ló tem genros. O texto hebraico indica que eles são casados com as filhas de Ló, enquanto NIV interpreta a expressão como "jurou se casar" com suas filhas virgens. Robert Alter sugere que Gênesis 19:15 ("suas duas filhas que permanecem com você") indica que as duas filhas virgens de Ló partiram com ele, mas que ele tinha outra, casada que ficaram com os genros.
A esposa de Ló se transforma em uma estátua de sal, mas Ló e suas filhas fogem para Zoar, e acabam vivendo em uma caverna nas montanhas. Em Gênesis 19:30-38, as filhas de Ló embebedaram o pai e, em duas noites consecutivas, com ele tiveram relações íntimas. As duas engravidaram. A filha mais velha deu à luz Moabe, enquanto a filha mais nova deu à luz Ben-Ami. De acordo com a tradição judaica, as filhas de Ló acreditavam que o mundo inteiro havia sido destruído e que eles eram os únicos sobreviventes. Eles, portanto, recorreram ao incesto para preservar a raça humana. Essa também era a opinião geral dos Pais da Igreja Primitiva, como Agostinho, Crisóstomo e Irineu. A base dessa ideia é o comentário da filha mais velha de que "há não é um homem na terra "para dar-lhes filhos. (Gênesis 19:31) No entanto, comentaristas como João Calvino apontaram que a família morou recentemente em Zoar, então eles deviam saber que não eram as únicas pessoas que sobreviveram. Calvino, portanto, conclui que a observação da filha mais velha se refere não a toda a terra, mas apenas à região em que eles viviam.
Muitos estudiosos estabeleceram uma conexão entre os episódios das filhas de Ló. De acordo com Robert Alter, este episódio final "sugere justiça medida por medida aplicada por sua oferta precipitada." Vários comentaristas descrevem as ações das filhas de Ló como estupro. De acordo com Esther Fuchs, o texto apresenta as filhas de Ló como as "iniciadoras e perpetradoras do 'estupro' incestuoso".
Outros autores advertem contra a anacrônica interpretação de eventos históricos, onde se aplica a visão contemporânea ao contexto do passado. No que tange ao relato bíblico, apontam que as duas filhas de Ló, ao perceberem que não se uniriam aos homens da região, decidiram assegurar a continuidade da linhagem do pai. Argumenta-se ainda que, se elas tivessem "conhecido" homens locais, a descendência seria atribuída a esses homens, e não ao patriarca Ló. Como resultado, os filhos de Ló, gerados por suas filhas, originaram dois povos: os amonitas e os moabitas. Rute, uma moabita, casou-se com Boaz, tataravô de Davi, e Naamá, uma amonita, uniu-se a Salomão, filho de Davi. Ao registrar a genealogia de Jesus, Mateus inclui descendentes dos amonitas e moabitas, destacando que os filhos de Ló contribuíram para a composição da linhagem de Jesus.